# Périers-en-Auge
Périers-en-Auge é uma comuna francesa na região administrativa da Normandia, no departamento Calvados. Estende-se por uma área de 5,18 km². Em 2010 a comuna tinha 141 habitantes (densidade: 27,2 hab./km²).